# Tustin (Kalifornia)
Tustin város az USA Kalifornia államában, Orange megyében. Lakosainak száma 80 276 fő (2020. április 1.).

## Népesség
A település népességének változása:

| 2010 | 75 540 |
| 2020 | 80 276 |